# Карл фон Ледерер
Карл фон Ледерер (нім. Karl von Löderer; 17 грудня 1894, Кракау — 31 грудня 1953, Медлінг) — австро-угорський, австрійський і німецький офіцер, генерал-майор люфтваффе. Кавалер Німецького хреста в золоті.

## Біографія
18 серпня 1913 року вступив в австро-угорську армію, командир взводу 8-го піхотного полку. Учасник Першої світової війни. З 26 жовтня 1914 року — командир взводу, потім роти 3-го піхотного полку. З 8 квітня 1917 року — командир роти 32-го польового єгерського батальйону. В листопаді 1918 року відряджений в самооборону району B. З 1920 року — командир взводу, потім роти 6-го піхотного полку.
Після аншлюсу 15 березня 1938 року автоматично перейшов в люфтваффе і був призначений офіцером для особливих доручень при Імперському міністерстві авіації і головнокомандувачі люфтваффе. 1 червня відряджений в штаб 2-го батальйону 32-го зенітного полку, 1 серпня призначений командиром батальйону. З 15 березня 1940 року — штабний офіцер ППО при командуванні 16-ї, з 24 червня — 4-ї, з 24 липня — 9-ї армії. З 27 серпня 1940 року — командир 126-го, з 29 квітня 1941 року — 133-го зенітного полку. 9 травня 1942 року відряджений в 12-й запасний зенітний батальйон 1-го зенітного полку. З 24 серпня 1942 року — командир 100-го зенітного полку, з 20 січня 1943 року — 5-ї зенітної бригади. 3 листопада 1943 року захворів і був відправлений в резерв. Після одужання 20 липня 1944 року призначений комендантом навчального полігону люфтваффе в Арбрюці. 8 травня 1945 року взятий в полон американськими військами. В 1947 році звільнений.

## Звання
- Фенріх (18 серпня 1913)
- Лейтенант (1 серпня 1914)
- Оберлейтенант (1 вересня 1915)
- Гауптман (8 липня 1921)
- Майор (26 вересня 1930)
- Оберстлейтенант (1 квітня 1939)
- Оберст (1 вересня 1940)
- Генерал-майор (1 вересня 1943)

## Нагороди
- 2 срібні і бронзова медаль «За військові заслуги» (Австро-Угорщина) з мечами
- Хрест «За військові заслуги» (Австро-Угорщина) 3-го класу з військовою відзнакою і мечами
- Військовий Хрест Карла
- Залізний хрест 2-го класу
- Пам'ятна військова медаль (Австрія) з мечами
- Пам'ятна військова медаль (Угорщина) з мечами
- Почесний знак «За заслуги перед Австрійською Республікою», золотий знак
- Почесний хрест ветерана війни з мечами
- Медаль «За вислугу років у Вермахті» 4-го, 3-го, 2-го і 1-го класу (25 років)
- Застібка до Залізного хреста 2-го класу
- Залізний хрест 1-го класу
- Нагрудний знак зенітної артилерії люфтваффе
- Німецький хрест в золоті (9 лютого 1942)